# Мунгамуни, Леон
Леон Мунгамуни (фр. Leon Mungamuni) — конголезский футболист, нападающий.

## Биография
С 1967 года по 1975 год являлся игроком клуба «Вита» из города Киншаса. В 1973 году стал победителем Африканского Кубка чемпионов.
Выступал за национальную сборную Демократической Республики Конго. В 1968 году главный тренер ДР Конго Ференц Ксанади вызвал Мунгамуни на Кубок африканских наций, который проходил в Эфиопии. В своей группе команда заняла 2 место, уступив Гане и обойдя Сенегал и Республику Конго. В полуфинале ДР Конго обыграло Эфиопию (2:3), а Леон забил два мяча в ворота соперника. В финале Конго обыграло Гану (0:1). Леон Мунгамуни провёл на турнире 5 игр и забил 2 гола.
В 1970 году Леон участвовал в Кубке африканских наций в Судане. В своей группе команда заняла последнее 4 место, уступив Гвинеи, Гане и Объединённой Арабской Республике. Мунгамуни сыграл в 3 матчах и забил 1 гол в ворота Гвинеи.

## Достижения
- Победитель Кубка африканских наций (1): 1968
- Победитель Африканского Кубка чемпионов (1): 1973